# Naturbeherrschung

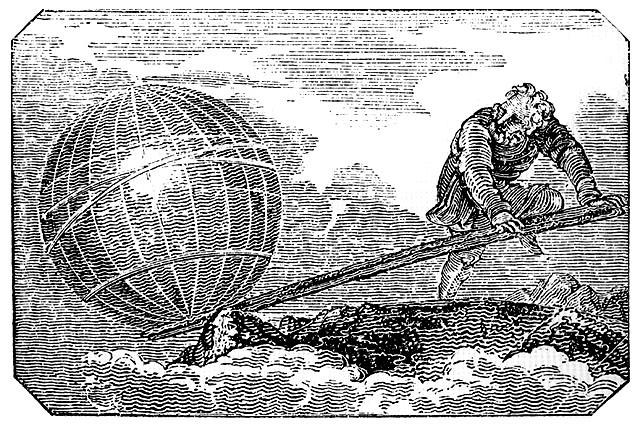
Der Hebel des Archimedes, Mechanics’ Magazine 1824

Naturbeherrschung ist eine Idee insbesondere der neueren abendländischen Geistesgeschichte. Sie reflektiert die in der Menschheitsgeschichte stark wachsende Akkumulation von Wissen über Eigenschaften und Gesetzmäßigkeiten der Natur, die es in zunehmendem Maße erlauben, mit Hilfe von Technik im weitesten Sinne natürliche Vorgänge, Zustände und Lebewesen zu verändern oder zu beeinflussen. Naturbeherrschung gehört zum Selbstverständnis des neuzeitlichen Menschen.

## Ideengeschichtliche Aspekte
Bereits magische Praktiken, die auch im Christentum weiter wirken, setzen ihrem Selbstverständnis nach auf Beeinflussung von Naturgeistern, Göttern oder Heiligen, um sie den Menschen gewogen zu stimmen und zu einem bestimmten Verhalten zu veranlassen, das den Menschen nützt oder ihren Ansprüchen entgegenkommt.
Dem Selbstverständnis in der Antike war der Gedanke der Naturbeherrschung weitgehend fremd. So sieht etwa der einflussreiche Aristoteles den Menschen eher in der Rolle des Nachahmers, allenfalls in der des Vollenders der Natur. Analog dazu sah man in der Mechanik eine Überlistung, nicht etwa eine Anwendung oder Nutzung von Naturgesetzen.
Zu einer ersten Blüte kam die Idee der Naturbeherrschung in der neuzeitlichen Philosophie, etwa bei Descartes: Die Menschen haben das Potential, die „Herrscher und Besitzer der Natur“ (maîtres et possesseurs de la nature) zu werden und Bacon: „Wissen ist Macht“. Eine Abkehr von der Überlistungsauffassung hatte sich schon im 16. Jahrhundert abgezeichnet, etwa bei Guidobaldo del Monte.
Marx und Engels sahen den Menschen erst nach der Vergesellschaftung der Produktionsmittel als „bewußte, wirkliche Herren der Natur, weil und indem sie Herren ihrer eigenen Vergesellschaftung werden“. Engels warnte allerdings bereits: „Schmeicheln wir uns indes nicht zu sehr mit unsern menschlichen Siegen über die Natur. Für jeden solchen Sieg rächt sie sich an uns. Jeder hat in erster Linie zwar die Folgen, auf die wir gerechnet, aber in zweiter und dritter Linie hat er ganz andre, unvorhergesehene Wirkungen, die nur zu oft jene ersten Folgen wieder aufheben.“

## Deutung
Die neuzeitliche Naturbeherrschungsidee und ihre Umsetzung ist unterschiedlich gedeutet worden. Während die einen in ihr eine Säkularisierung des Dominium terrae-Gedankens des alten Testaments sahen, interpretierte sie Hans Blumenberg als Geste der menschlichen Selbstbehauptung, der der Gottesbegriff der spätmittelalterlichen Nominalisten (absolute Allmacht und Freiheit Gottes) den Weg bereitet habe. Der Mensch habe sich eines unberechenbaren und unbegreiflichen Gottes erwehren müssen und ihm sei sowohl der Weg in die Transzendenz als auch der in die antike Ataraxie verbaut gewesen. Er habe sich stattdessen selbst ermächtigt und die gestaltende Nutzung der Natur bewusst in Angriff nehmen wollen. Max Weber hat darauf hingewiesen, dass die mit der modernen Rationalisierung steigende Möglichkeit der Naturbeherrschung mit einer Entzauberung der Welt verbunden sei.

## Kritik
Umfassend kritisiert wurde sie in vielen – bis heute nachwirkenden Geistesströmungen – des 20. Jahrhunderts, etwa der Kritischen Theorie, die im kapitalistisch-industriellen Komplex eine zerstörerische und mit Unterdrückung einhergehende Perversion der menschlichen Möglichkeiten sah. In dieser Deutung hat die Herrschaft über die Natur zu inhumaner Herrschaft über die Menschen geführt. Max Horkheimer stellt in seinem Werk Zur Kritik der instrumentellen Vernunft (engl. 1947; dt. 1967) einen Zusammenhang her zwischen der Unterdrückung der (inneren wie äußeren) Natur und intrahumanen Herrschafts- und Unterdrückungsformen; da Naturbeherrschung Menschenbeherrschung mit einschließe, gelte im Umkehrschluss: „Der Mensch teilt im Prozess seiner Emanzipation das Schicksal seiner übrigen Welt.“ Eine der für lange Zeit ausführlichsten Kritiken an Naturbeherrschung als Ursache für die Herrschaft des Menschen über den Menschen legten Max Horkheimer und Theodor W. Adorno mit der Dialektik der Aufklärung vor. „Was die Menschen von der Natur lernen wollen, ist, sie anzuwenden, um sie und die Menschen vollends zu beherrschen. Nichts anderes gilt“, heißt es darin. In die Sphäre des Natürlichen, die es zu beherrschen gilt, fallen traditionell nicht nur die zu beherrschende Frau und der zu unterjochende Fremde; der Prozess der Zivilisation hatte auch die unbeschränkte „Versklavung der Kreatur“ zur Folge; seit ihrem Aufstieg zeigt die Spezies Mensch sich den anderen Arten als „furchtbarste Vernichtung“.
Neuere Betrachtungen sind im Rahmen feministischer Studien vorgelegt worden, etwa von Elvira Scheich, Val Plumwood und Uta von Winterfeld.